# John Duncan (Maler)

Signaturen von John Duncan aus den Gemälden The Sleeping Princess (oben) und Phlegethon

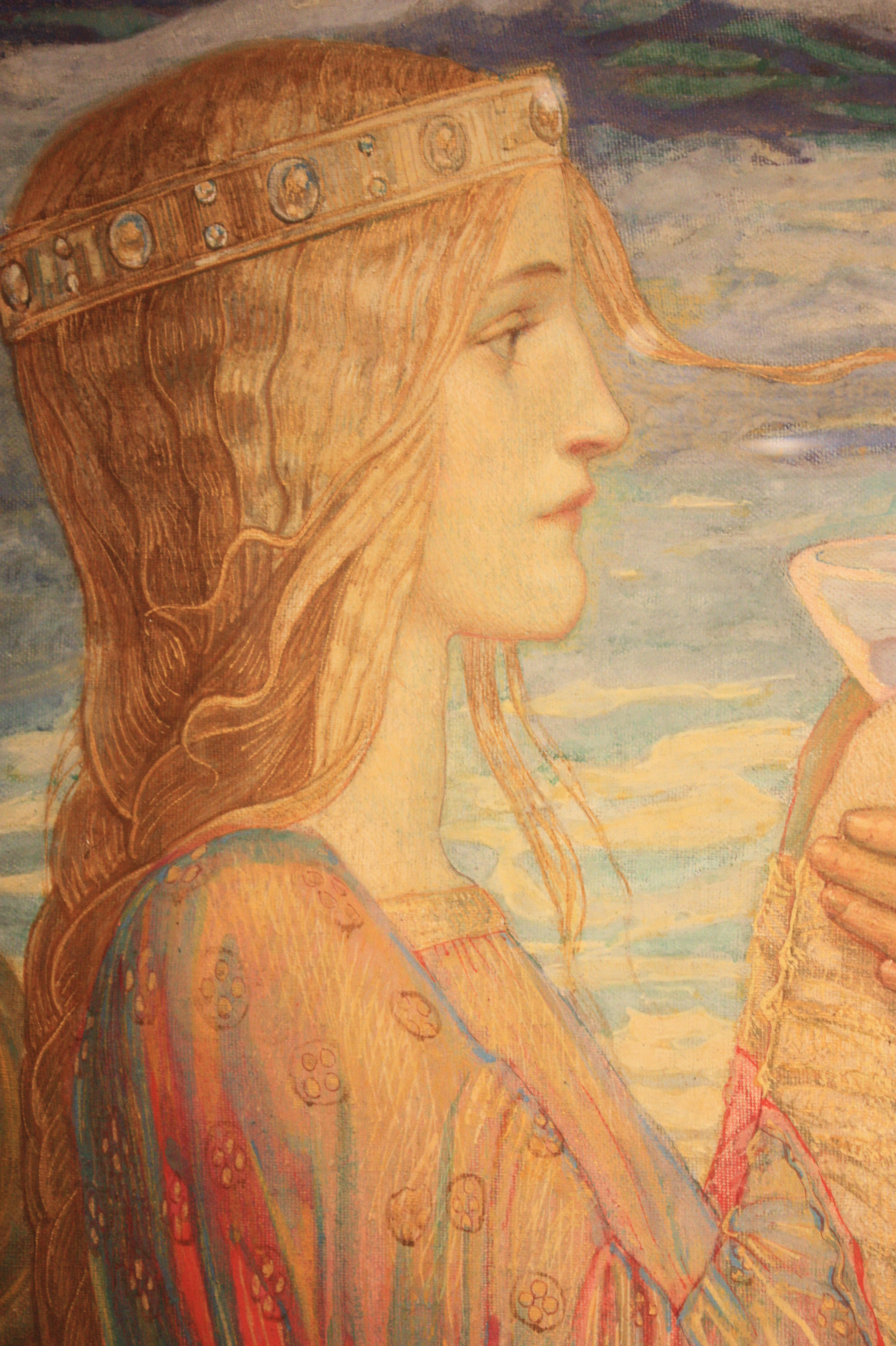
Isolde (Detail, 1912)

John Duncan (in manchen Büchern fälschlicherweise als John McKirdy verzeichnet; * 19. Juli 1866 in Dundee; † 1945 in Edinburgh) war ein schottischer Maler, Illustrator, Glaskünstler und Designer des Symbolismus.

## Leben

### Ausbildung und erste Italienreise
John Duncan war der Sohn des Lebensmittelhändlers William Gardiner Duncan und der Weberin Helen Thomson. Mit elf Jahren besuchte Duncan die Dundee School of Art. Später, vermutlich ab 1879, zeichnete er für die monatlich erscheinende sozialpolitische Comic-Zeitung The Wizard of the North. Gleichzeitig lieferte er Illustrationen für den Dundee Advertiser. Etwa 1885 siedelte er nach London um, wo er drei weitere Jahre als Buchillustrator tätig war. Duncan entschied sich für eine Karriere als Porträtmaler und besuchte kurzzeitig die Kunstschulen in Antwerpen und Düsseldorf, bevor er 1890 nach Dundee zurückkehrte. Im selben Jahr begann er seine erste Italienreise, die ihn über die Zwischenstationen London und Paris durch Rom, Florenz, Lucca, Bologna und Venedig führte. Vermutlich kehrte er im Frühjahr 1891 nach Schottland zurück.
1891 oder 1892 freundete sich Duncan mit dem Botaniker und Soziologen Patrick Geddes an. Zusammen mit William Gordon Burn-Murdoch lieferte er das künstlerische Material für dessen Seminare (“Summer Meetings”). Außerdem war er als Illustrator für die von Geddes gegründete Patrick Geddes Colleagues and Company tätig. Seine für die auf keltische Literatur und Kunst spezialisierte Zeitschrift The Evergreen (1895) angefertigten Arbeiten zeigen deutliche Einflüsse der japanischen Druckkunst. Außerdem beteiligte sich Duncan an Geddes’ Old Edinburgh School of Art, die ab etwa 1893 aktiv war, und bildete dort vier Mitarbeiterinnen aus. Er fertigte vor allem dekorative Kunstwerke und einige Porträts an. Enttäuscht war Duncan, als Geddes 1895 allmählich das Interesse an diesem Projekt verlor. 1896 oder 1897 wurde die Schule mangels ausreichend Kunden geschlossen, und 1898 kehrte Duncan nach Dundee zurück.

### Dundee und Chicago
Als Mitglied der Dundee Graphic Arts Association kam Duncan mit praktisch allen lokalen Künstlern in Kontakt. Er wurde zu einem der 20 Gründungsmitglieder einer neuen Arts and Crafts Society in Glasgow ernannt. 1898 gab er an der Young Men’s Christian Association Unterricht über keltische Ornamentierung. Die Hoffnung Duncans, einen Platz an Robert Rowand Andersons School of Applied Art in Edinburgh zu erlangen, wurde durch den finanziellen Ruin der Schule 1899 zerstört. Im Frühling 1900 vermittelte Geddes ihm jedoch eine mit 3000 US-Dollar pro Jahr bezahlte Stelle als Kunstlehrer am Chicago Institute (später: University of Chicago School of Education) unter der Leitung von Francis Wayland Parker.
Nachdem er Geddes noch bei der Organisation eines Seminars in Paris geholfen hatte, fuhr Duncan Ende August 1900 nach Chicago. Von den unreifen Studenten enttäuscht und mangels ausreichend Freizeit kehrte er 1904 nach Edinburgh zurück, wo er ein Atelier im Westen der Stadt mietete.

### Edinburgh und zweite Italienreise
In Edinburgh widmete sich Duncan vollständig der Malerei. Sein im Stil der Präraffaeliten gehaltenes Werk Hymn to the Rose (1907) wurde in der Society of Scottish Artists, das Ölgemälde Angus Og (1908) in der Royal Scottish Academy ausgestellt. Auf einer Reise nach London im Februar 1910 war er von der Natürlichkeit der Gemälde Gustave Moreaus angetan und versuchte nunmehr, einen ähnlichen Effekt in seinen Arbeiten zu erzielen. In Edinburgh wurde Duncan zum außerordentlichen Mitglied der Royal Scottish Academy gewählt, sodass er sich sicher sein konnte, dass seine Werke in Zukunft ausgestellt werden würden. 1911 stellte er sein erstes größeres Werk in Tempera, The Riders of the Sidhe, fertig (das erste malte er 1910 und stellte den Kopf der Venus dar).
Im April 1911 reiste Duncan zum zweiten Mal nach Italien und besuchte zuerst Florenz. Dort hatte er Gelegenheit, sich mit anderen Künstlern über Temperamalerei zu unterhalten und einige Tücken dieser Technik kennenzulernen. Von den Fresken in der Kirche San Marco war Duncan besonders beeindruckt.
Zu Duncans Schülern, die er in seinem Atelier empfing, gehörten Joyce Cary, Stanley Cursiter und Cecile Walton. Weitere Künstler, die sich in seinem Atelier trafen, waren unter anderem Stewart Carmichael, Alec Grieve und George Dutch Davidson. 1912 heiratete Duncan die damals 26-jährige Christine Allen und zog daraufhin in ein Haus in St Bernard’s Crescent im Stadtteil Stockbridge um. Hier arbeitete und lebte er bis zu seinem Lebensende. Während des Ersten Weltkriegs geriet Duncan in Geldnot.

### Späte Jahre
In den 1920er Jahren verbesserte sich Duncans finanzielle Situation. Von 1919 bis 1922 lehrte er an der Royal Scottish Academy School of Painting. Ein Jahr danach präsentierte er das Gemälde Ivory, Apes and Peacocks und wurde daraufhin zum vollständigen Mitglied der Royal Scottish Academy ernannt. Von 1925 bis zu seinem Tod arbeitete er dort auch als Bibliothekar. Er erhielt zunehmend Aufträge für Altargemälde und Glasfenster. Duncans Ehe verlief unglücklich. 1925 verließ ihn seine Frau und ging zusammen mit den zwei Kindern nach Südafrika, worauf Duncan die Scheidung einreichte.
Ende der 1920er Jahre begann Duncan eine anhaltende und platonische Freundschaft mit der Dichterin Bessie MacArthur. In den 1930er Jahren malte er einige Bilder mit nur subtilen Farbvariationen, von ihm auch „farbiges Monochrom“ genannt. Zu Duncans Freude kehrte seine jüngere Tochter Vivian zurück, um in Edinburgh Medizin zu studieren, und wohnte fortan bei ihm. 1941 fand in der National Gallery of Scotland eine Ausstellung von Duncans Werken statt – damit war er der erste lebende Künstler, dem diese Ehre zuteilwurde. Ein Raum allein war seinen Entwürfen für Glasfenster vorbehalten.

## Werk
Stilistisch ähneln Duncans Werke denen der Symbolisten Pierre Puvis de Chavannes und Gustave Moreau sowie des Präraffaeliten Edward Burne-Jones. Duncan war in der schottischen Kunst der wichtigste Förderer von Motiven aus der keltischen Mythologie, er widmete sich aber auch biblischen Szenen und Themen aus der griechischen Mythologie. Die dekorative Qualität eines Gemäldes hatte für ihn höchsten Stellenwert, auch wenn er dieses Ideal nicht immer so konsequent wie etwa bei St. Bride (1913) verfolgte. Stuchtey bezeichnet Duncans Gemälde als „in der Themenwahl, der dekorativen und zunehmend verfeinerten Darstellungsweise und der technischen Fertigkeit außergewöhnlich und einzigartig in der schottischen Kunst der ersten Hälfte des 20. Jahrhunderts“. Duncans Werke befinden sich vor allem in schottischen Museen.
Duncan war mit der Ölmalerei und mit rauen Maluntergründen unzufrieden. Ab 1910 malte er in Tempera, was zeitaufwändig und mühsam war. Für die Emulsion verwendete er Eigelb, etwas Wasser und Mastix und variierte die Bestandteile, wobei er immer wieder von technischen Problemen geplagt war. Erst nach jahrelangem Experimentieren gelang es ihm, eine verlässliche und zufrieden stellende Zusammensetzung zu finden. Wasserfarben lehnte er für größere Bilder ab, da sie ihm zu substanzlos erschienen. Er verwendete sie aber wegen ihrer Einfachheit für Entwürfe oder wenn er unterwegs war. Zeitweilig lavierte er auch mit Wasserfarben auf einem Gessogrund.
Duncan schätzte unter anderem Gustave Doré, die byzantinische Kunst und die italienische Renaissance, vor allem Sandro Botticelli, Fra Angelico, Andrea Mantegna und Carlo Crivelli. Am Impressionismus beklagte er die schlechte technische Ausführung.